# Hôpital universitaire de Bâle
L'hôpital universitaire de Bâle, appelé en allemand Universitätsspital Basel (USB), est l'un des cinq hôpitaux universitaires de Suisse et le plus grand centre de santé du nord-ouest de la Suisse. Depuis 1842, le CHU de Bâle est situé dans un ancien palace, le Markgräflerhof. En 2012, ce dernier prend la forme juridique d'un établissement de droit public et devient autonome conformément à la loi proposée par le Conseil d'État bâlois.

## Infrastructure
L'hôpital universitaire de Bâle est composé de 50 cliniques, polycliniques et institutions travaillant tous sur une base interdisciplinaire et sous un même toit. Ce dernier compte quelque 6 500 employés, 661 lits et plus de 218 000 patients par année (ambulatoires, semi-stationnaires et stationnaires),.
L'hôpital universitaire de Bâle comprend un centre de cancérologie, un centre d'urologie et d'andrologie, un centre pour les troubles musculosquelettiques ainsi qu'un centre pulmonaire.

## Situation et architecture
L’Hôpital universitaire de Bâle se situe dans le centre-ville, non loin du Rhin, et est très bien desservi par les transports publics. Les bâtiments sont groupés autour d’un jardin idyllique et situés à proximité immédiate de l’Hôpital pédiatrique universitaire de Bâle (UKBB). Le complexe de bâtiments Klinikum 1, construit entre 1937 et 1945 sous la conduite de l’architecte Hermann Baur, est un classique de l’ère moderne et un exemple des tout premiers grands hôpitaux de Suisse. De nombreux détails, au niveau du design plus particulièrement, ont été bien conservés. La pharmacie avant-gardiste de l’Hôpital universitaire (1995-97) a été imaginée par le duo d’architectes bâlois Herzog & de Meuron. En 2002, l’établissement a inauguré une nouvelle aile conçue par Silvia Gmür et baptisée « Klinikum 1 West ».

## Histoire
Au Moyen Âge, les monastères étaient très souvent chargés des soins aux malades. À Bâle, une forme d’hôpital précoce est apparue au prieuré de St-Alban fondé en 1083. La ville comptait deux hôpitaux au début du XIIIe siècle. En 1260, un nouvel hôpital fut créé à l’arrière de la Barfüsserkirche. La fondation de l’Université en 1460 marqua un tournant dans le développement des soins médicaux ; elle comportait une faculté de médecine, la première au nord des Alpes. Pour la première fois, les étudiants purent être instruits par des médecins au chevet même des patients.
À la suite du déménagement au Markgräflerhof à la Hebelstrasse en 1842, le Bürgerspital devint l’hôpital municipal, en lien direct avec l’activité universitaire. À cet endroit, où se situe encore aujourd’hui l’Hôpital universitaire, se trouvaient autrefois, outre l’hôpital, un asile d’aliénés et un asile pour personnes âgées accueillant les plus démunis. L’établissement comptait 322 lits. En 1865, l’Hôpital universitaire commença à prendre sa forme actuelle. Un contrat conclu entre le Conseil municipal et le canton confia la gestion du Bürgerspital (ainsi que de l’orphelinat et de l’aumônerie) à la commune bourgeoise de Bâle. Le besoin croissant d’espace conduit à la décentralisation de certaines cliniques dans de nouveaux bâtiments publics externes (Hôpital pédiatrique, Clinique de l’Œil, Asile d’aliénés et Hôpital des femmes). L’Hôpital universitaire prit sa forme moderne entre 1939 et 1945 avec la construction du complexe Klinikum 1 à la Spitalstrasse. Le bâtiment Klinikum 2 a vu le jour entre 1969 et 1978 dans le cadre d’un vaste projet de rénovation. En 1973, le Bürgerspital a été intégré à l’administration, devenant ainsi un hôpital cantonal. Le changement de dénomination en « Hôpital universitaire » remonte à l’année 2004. Aujourd’hui, l’Hôpital universitaire de Bâle a des projets de rénovation et d’extension.

## Personnalités
De grandes personnalités de la médecine ont été à pied d’œuvre à Bâle. Paracelse (de son vrai nom : Philippus Theocrastus Bombast von Hohenheim ; 1493–1541), l'un des pères de la médecine alternative, fut étudiant et professeur à Bâle. Gaspard Bauhin (1560–1624), grand pionnier de l’anatomie, découvrit à Bâle la valvule iléo-cæcale, une poche située à la jonction de l’intestin grêle et du gros intestin à laquelle il donna son nom (valvule de Bauhin). Félix Platter (1536–1614) passe pour être le fondateur de la médecine légale ; il signa un ouvrage clé de la médecine clinique (« Praxeos medicae opus » ; 1602–1608). Il donna son nom à un hôpital gériatrique à Bâle. Martin Allgöwer (1917–2007), professeur ordinaire de chirurgie entre 1967 et 1983, a été l’un des orfèvres de la renommée internationale de l’Hôpital universitaire de Bâle en tant que centre de formation pour les chirurgiens.